# Vlahinja (Bośnia i Hercegowina)
Vlahinja (cyr. Влахиња) – wieś w Bośni i Hercegowinie, w Republice Serbskiej, w gminie Bileća. W 2013 roku liczyła 12 mieszkańców.